# اسامه مزینی
اسامه مزینی (عربی: أسامة مزینی؛ ۱۹۶۶ – ۱۶ اکتبر ۲۰۲۳) از رهبران سیاسی ارشد فلسطینی گروه سیاسی-نظامی حماس بود.
مزینی نیز مسئول امور مذاکرات مربوط به سرباز اسیر اسرائیلی، گیلعاد شلیط بود.
او در خطبه‌ای در سال ۲۰۰۶، از پاپ بندیکت شانزدهم به دلیل سخنان او دربارهٔ اسلام انتقاد کرد و گفت که پاپ، «جاهل و احمق»، «جنایتکار و متکبر» و «مردی ظالم بود که خون می‌ریخت و برای کشتن تلاش می‌کرد».
مزینی، در جریان حملات هوایی اسرائیل به نوار غزه در جریان جنگ غزه در دسامبر ۲۰۰۸، به اسرائیل، دربارهٔ اعزام نیروی زمینی، هشدار داد و گفت: «مردم غزه منتظر دیدن دشمن صهیونیستی در غزه هستند تا آن‌ها را تکه‌تکه کنند».
مزینی، در یک حمله هوایی توسط نیروی هوایی اسرائیل در ۱۶ اکتبر ۲۰۲۳، در جریان جنگ اسرائیل و حماس در ۵۷ سالگی کشته شد.